# Unser Lieben Frauen Kirchhof
Unser Lieben Frauen Kirchhof ist ein zentraler Platz in Bremen zwischen dem Bremer Marktplatz, der Obernstraße, der Sögestraße und dem Domshof. Der Platz wird als Blumenmarkt genutzt. Die Gestaltung des Platzes ist recht einheitlich geprägt durch die Materialien Sandstein (u. a. Kirche) und dunklen Backstein (u. a. Rathaus) oder Klinker. Seit 1917 steht der Platz unter Denkmalschutz, in der ersten amtlichen Denkmalliste als zwei Plätze eingetragen, Liebfrauenkirchhof und Kaiser-Wilhelm-Platz (s. u.).

## Geschichte

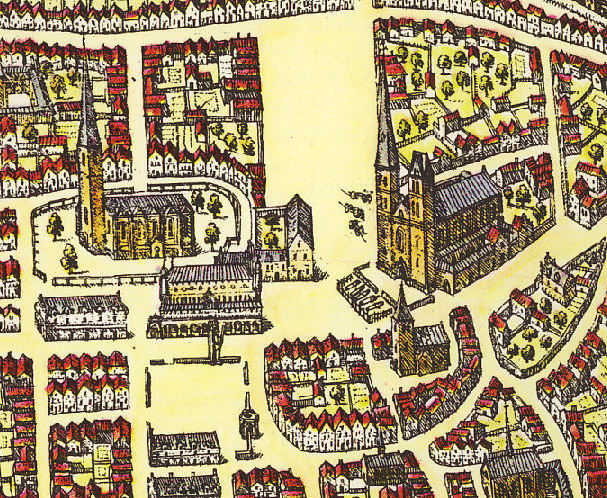
Frans Hogenberg 1589 (Ausschnitt):
Links der Mitte vorn der Marktplatz, dahinter das Rathaus und links davon die (Alte) Börse, hinter beiden Unser Lieben Frauen Kirche mit Kirchhof. Rechts davon ragt das Bischofspalais in den (Großen) Domshof. An dessen rechter vorderer Ecke der Dom und vor seiner Westfassade der eingezäunte Kleine Domshof, davor die heute verschwundene Wilhadikapelle. Rechts vor dem Dom die Domsheide.

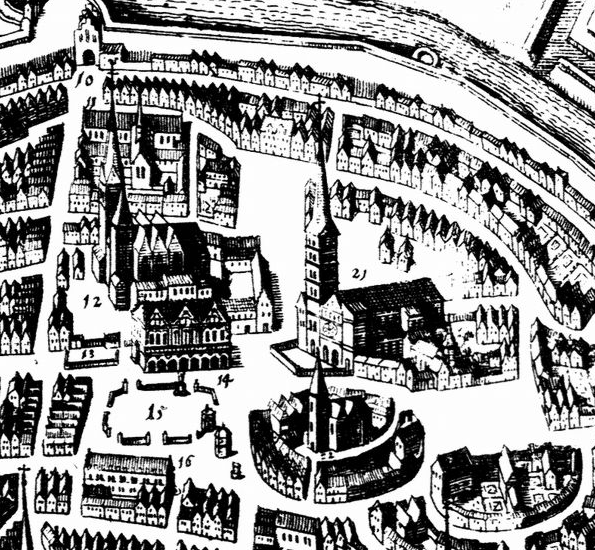
Etwa derselbe Ausschnitt 1638–1647 von Matthäus Merian: Rathaus 1608–1612 modernisiert, Südturm des Doms 1638 eingestürzt, Börse (13) nur eingezäunte Fläche mit zwei Buden

Den Namen hat der Platz von der zweitältesten Bremer Kirche, der gotischen Liebfrauenkirche aus dem Mittelalter. Der Platz wurde durch die Pfarrkirche geprägt.
Bis ins 19. Jahrhundert wurde der Platz gleichermaßen als Markt- und als Begräbnisplatz genutzt, ohne als Friedhof im heutigen Sinne gestaltet zu sein; wie auch innerhalb der Kirche lagen die Gräber unter begangenen Flächen, teilweise durch steinerne Grabplatten kenntlich. Das erste Bremer Rathaus aus dem 13. Jahrhundert befand sich an der Westseite, an der Ecke Obernstraße und Sögestraße und dem Platz. In dieser Zeit diente der Platz zunehmend auch als Marktplatz, und die Liebfrauenkirche war die Marktkirche. Mit dem Neubau des Rathauses um 1405 verlagerte sich auch der Bremer Markt.
Im 17. Jahrhundert stand an der Südseite zur heutigen Obernstraße hin die Alte Börse; zunächst war das nur eine überdachte schlichte Fläche über einem Weinkeller. 1687 wurde nach Plänen des aus Paris geflohenen Bremer Ratsbaumeisters Jean Baptiste Broëbes über dem Keller ein einstöckiges Gebäude im Stil des in Bremen noch ungewohnten Barocks errichtet. Von 1734 bis 1736 folgte nach den Plänen von Giselher von Warneck ein zweites Stockwerk.

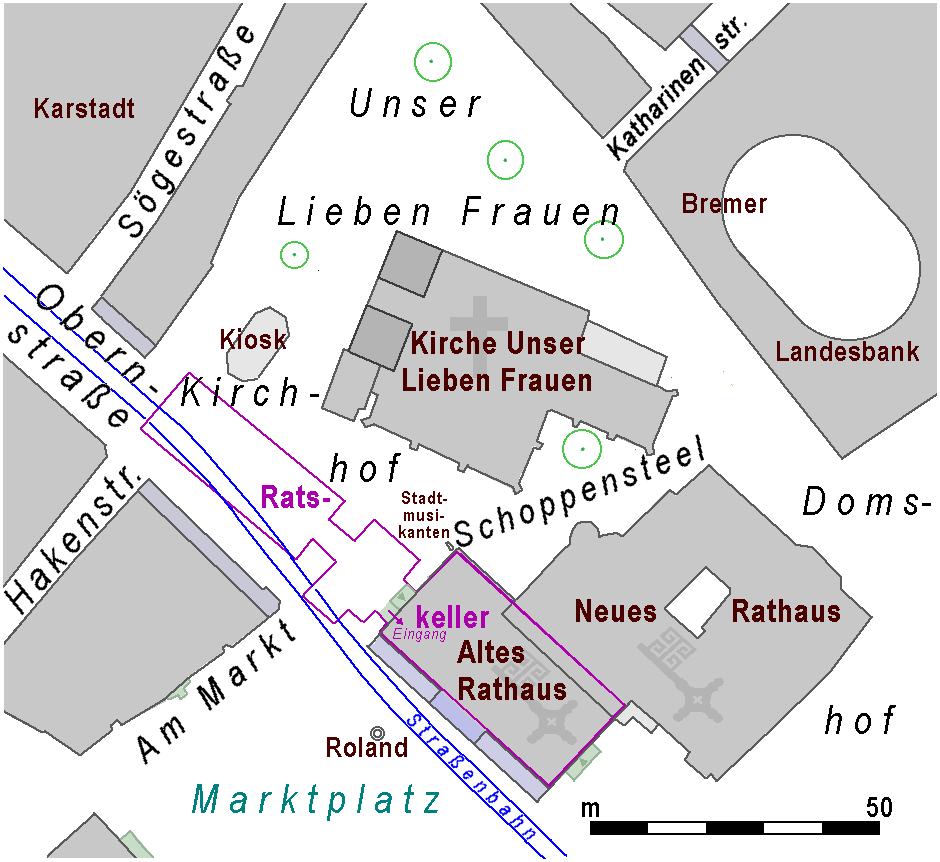
Unser-Lieben-Frauen-Kirchhof und Ratskeller (ohne Küche und Lagerräume)

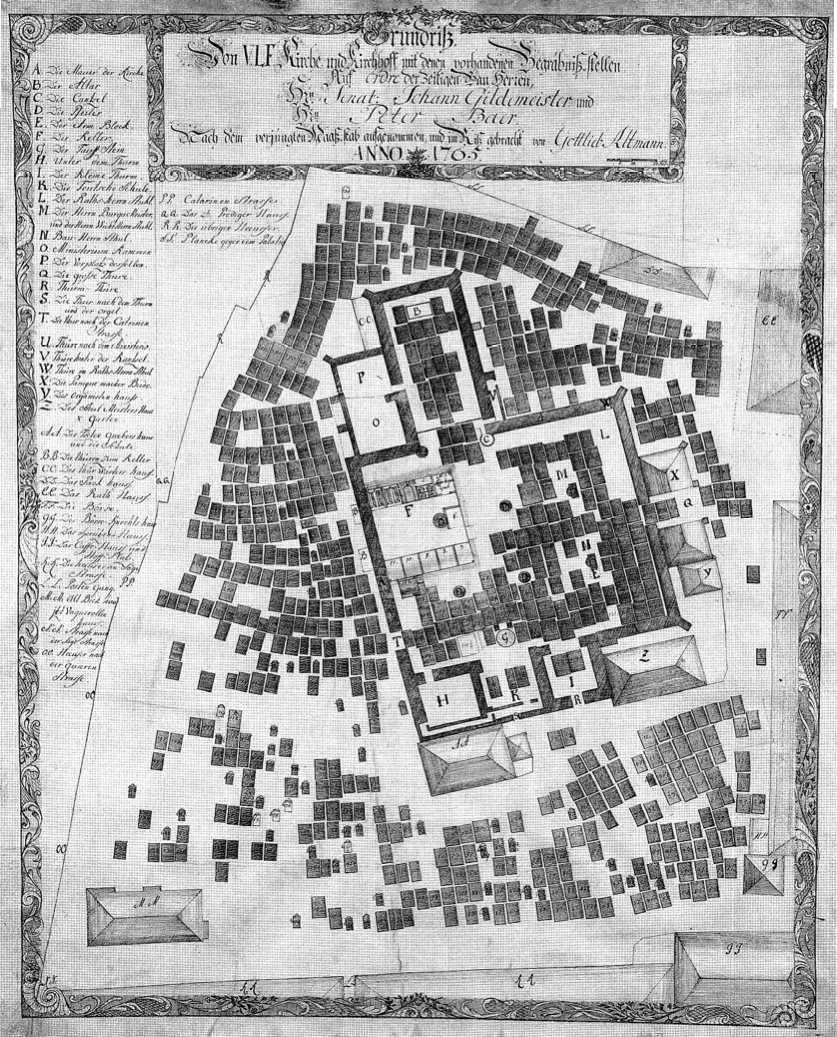
1765, Platz bis fast an die Häuserfronten voller Gräber

Erst 1813 wurden aus hygienischen Gründen Bestattungen auf, bzw. genauer unter dem Platz untersagt. In der Alten Börse befand sich von 1825 bis 1845 das erste Comptoir der Sparkasse Bremen. 1888 brannte die Alte Börse nieder.
An dieser Stelle wurde 1890/93 das Kaiser-Wilhelm-Denkmal errichtet, welches um 1942 – wie viele Denkmale – als Metallspende für Rüstungsgüter verwendet wurde. Der südliche Teil des Platzes mit dem ehemaligen Börsengrundstück hieß nun auch bis um 1919  Kaiser-Wilhelm-Platz.
Heute wird der Platz im Westen und Norden von Laden- und Geschäftshäusern umrandet; östlich befindet sich die Liebfrauenkirche mit dem Pfarrhaus. Auf dem Platz wurde im November 1909 der von Bürgermeister Marcus gestiftete zehneckige Marcus-Brunnen eingeweiht. 1909 wurde an der Liebfrauenkirche das Moltke-Denkmal für Helmuth von Moltke angebracht.
Die Ostseite wird begrenzt durch das Neue Rathaus, das auf dem Grund des alten Bischofspalais nach Plänen von Gabriel von Seidl im Stil der Neorenaissance gebaut und 1913 eingeweiht wurde.
Auf dem Platz stehen heute – knapp neben der Fläche der Alten Börse – zwei Imbissstände.

## Denkmalschutz

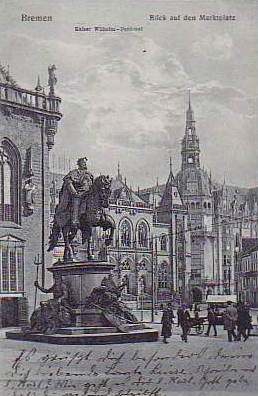
Das Kaiser-Wilhelm-I.-Denkmal

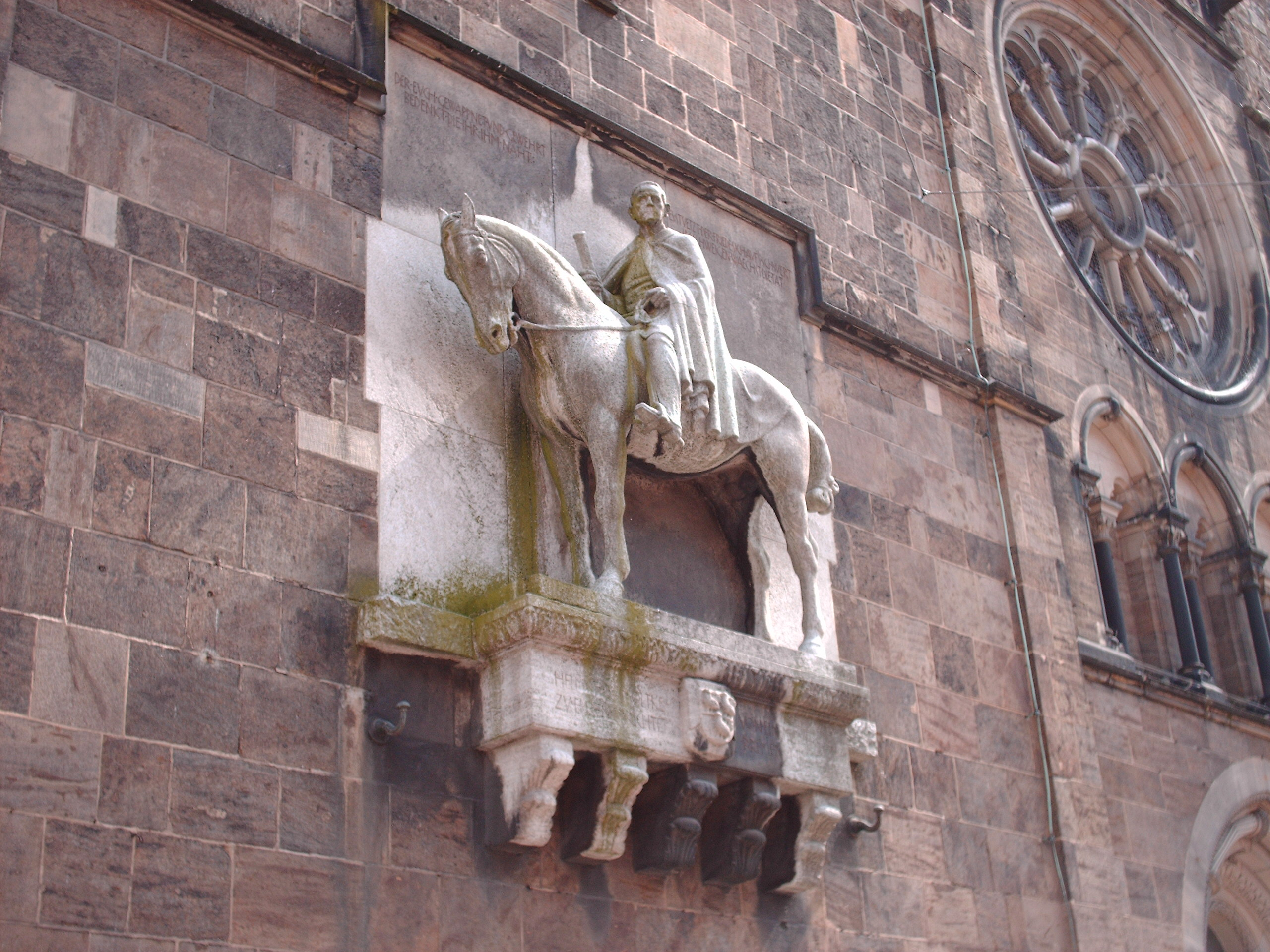
Das Moltke-Denkmal

Die Gesamtanlage mit folgenden Gebäuden steht unter Denkmalschutz:
- Das Ensemble der Häuser 6, 8–15, 17–24, 26–30
- Die Liebfrauenkirche von 1230
- Der Marcus-Brunnen von 1909
- Kirchhof 6: Deutsche Nationalbank von 1896
- Kirchhof 15: Geschäftshaus von um 1900
- Kirchhof 17: Geschäftshaus Herms von 1909
- Kirchhof 26: Wohn- und Geschäftshaus Haus Rohlandseck von 1914 bzw. 1959

→ Siehe dazu die Liste der Kulturdenkmäler in Bremen-Mitte

## Schoppensteel
Die kurze Straße Schoppensteel (niederdeutsche Bezeichnung für den Schandpfahl, an dem Verurteilte öffentlich angeprangert wurden) ist die historische Verbindung von der Obernstraße zum Domshof, heute im Stadtbild kaum noch erkennbar.
Der westliche Teil verläuft heute von der Obernstraße quer über den Platz Unser Lieben Frauen Kirchhof bis etwa zum  Denkmal für die Bremer Stadtmusikanten. Am östlichen Teil stand von 1580 bis 1909 das „Kleine Palatium“. Danach wurde dort das Neue Rathaus erbaut, von der Straße blieb nur ein schmaler Durchgang zwischen Rathaus und Kirche.